# Красна Нива (Абдулинський міський округ)
Кра́сна Нива́ (рос. Красная Нива) — селище у складі Абдулинського міського округу Оренбурзької області, Росія.

## Населення
Населення — 4 особи (2010; 20 у 2002).
Національний склад (станом на 2002 рік):
- росіяни — 95 %